# Robert Henriques
Robert David Quixano Henriques (11 dicembre 1905 – 22 gennaio 1967) è stato uno scrittore, conduttore televisivo e allevatore britannico. Godette di una certa fama tra gli anni cinquanta e gli anni sessanta come romanziere e biografo di importanti imprenditori ebrei.

## Biografia e carriera
Robert Henriques nacque nel 1905 in una delle più vecchie famiglie ebree britanniche. Studiò alla Lockers Park Prep School di Rugby, e al New College di Oxford. Entrò nel corpo di artiglieria dell'esercito inglese nel 1926 e prestò servizio come ufficiale artigliere in Egitto e Sudan. Un incidente a cavallo lo costrinse ad un ricovero in ospedale e al congedo nel 1933.
Nel 1928 sposò Vivien Doris Levy, figlia maggiore del 1° Visconte Bearsted. Ebbero due figli e due figlie.
Nel 1939 venne pubblicato, No Arms, No Armour, la sua prima opera, di carattere autobiografico che ricevette elogi dalla critica.
Quando scoppiò la seconda guerra mondiale Henriques era ufficiale nell'Esercito territoriale. Ricevette immediatamente la chiamata e si distinse prima nell'artiglieria del corpo appena formato dei commando e poi nel quartier generale della Combined Operations. Nel corso della guerra Henriques venne promosso generale.
Dopo la guerra cominciò una nuova vita come agricoltore nel Cotswolds. Gli inizi furono molto modesti, la sua fattoria vicino Cirencester divenne difficile da gestire. Henriques comunque ebbe successo come allevatore di bestiame e vinse alcune competizioni. Visse una vita da signorotto di campagna appassionato di caccia e pesca, scrivendo occasionalmente delle lettere al Times sui problemi dell'allevamento.
Scrivere rimase comunque la sua prima e principale passione e  nel 1950 vinse il James Tait Black Memorial Prize per il romanzo Attraverso la valle. Nello stesso periodo condusse alcune trasmissioni televisive e partecipò come ospite a diversi spettacoli. Assieme a John Moore cercò di gestire il Cheltenham Literary Festival, ma la collaborazione non funzionò.
Anche se portò a termine molte imprese nella sua vita (divenne generale nell'esercito, un agricoltore di successo, scrittore e conduttore televisivo) Henriques fu sempre descritto da chi lo conobbe come un personaggio dal carattere sempre inquieto, perennemente insoddisfatto di se stesso e con cui era difficile andare d'accordo.
L'anno seguente scrisse 100 Hours to Suez, e fu in questo periodo, quando si avviava per la cinquantina, che in Henriques crebbe un attivo interesse ed orgoglio per la sua identità ebrea. Abbracciò la causa sionista e si recò spesso in Israele dove acquistò anche una piccola proprietà.
Negli anni sessanta scrisse due biografie. La prima ripercorreva la vita e la carriera del nonno della moglie, Marcus Samuel, un grande pioniere del mercato petrolifero e leader della comunità ebrea, la seconda descriveva la vita di Sir Robert Waley-Cohen.

## Opere
- No Arms, No Armour (1939)
- Attraverso la valle (1950)
- 100 Hours to Suez (1951)
- Capitano Smith
- Bearsted: a biography of Marcus Samuel, first Viscount Bearsted and founder of Shell transport and trading company